# Rocco Motto

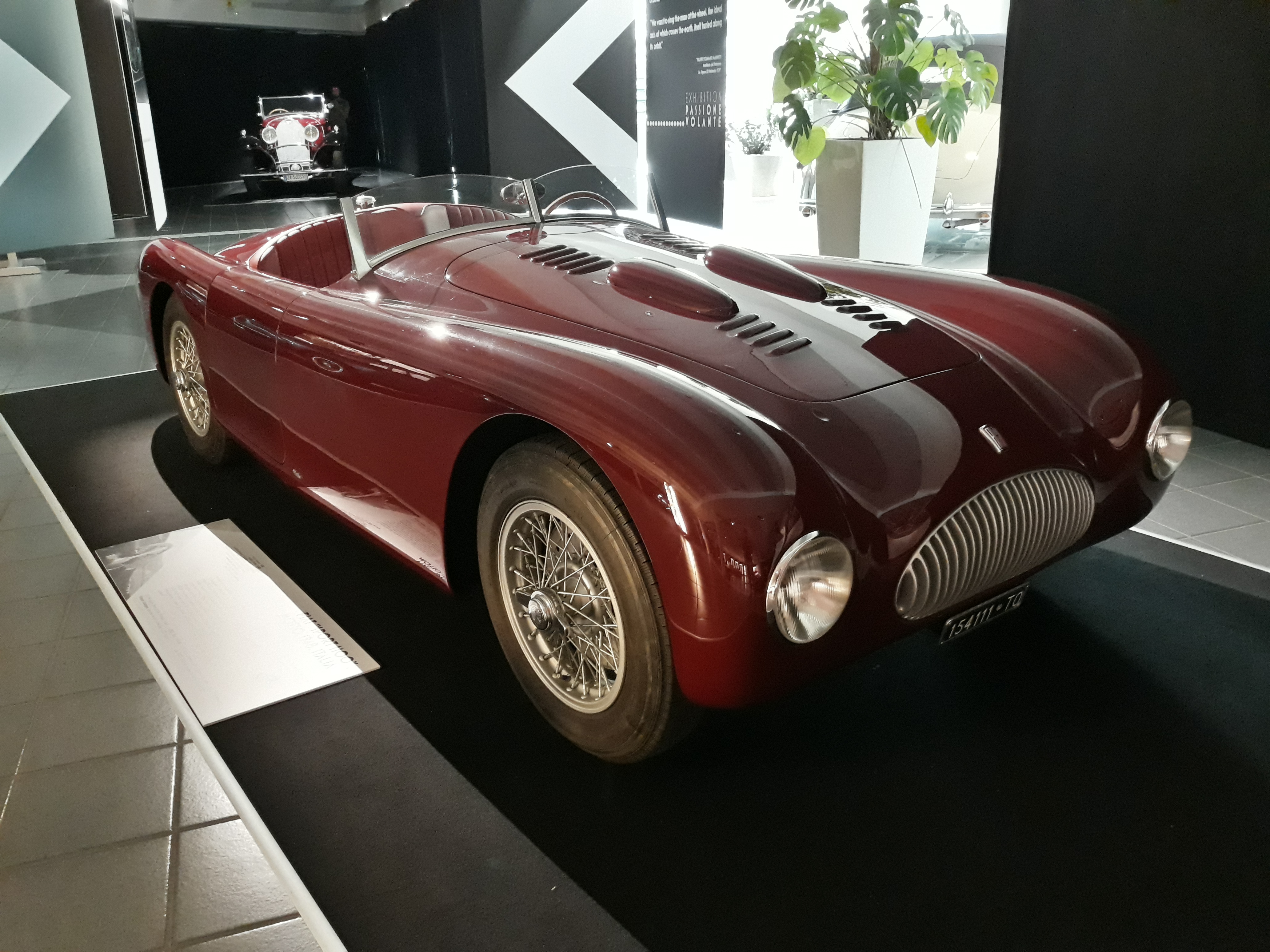
Esemplare unico di Fiat Sport 1100 carrozzata da Rocco Motto nel 1948 esposto al museo Nicolis

Rocco Motto (Rivarossa, 1904 – Torino, 1995) è stato un imprenditore e carrozziere italiano.

## Biografia

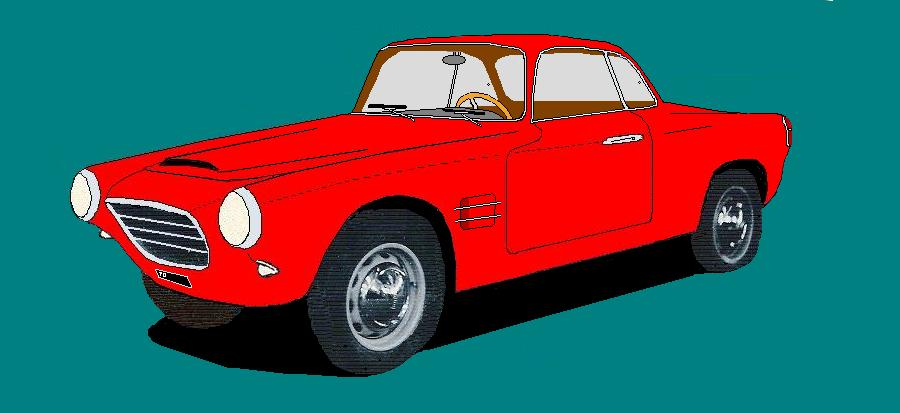
La compatta Appia seconda serie berlinetta sport costruita da Motto in una serie di 10 esemplari (1956).

L'originalissima Flaminia - meccanicamente elaborata dallo specialista Nardi - disegnata dall'architetto e stilista statunitense Raimond Loewy e realizzata in alluminio dal carrozziere Motto (1960).

Iniziò giovanissimo ad essere impiegato nella lavorazione delle lamiere alla Locati & Viarengo. Nel 1925, a 21 anni, venne assunto presso la Martelleria Maggiora in qualità di caporeparto. Pochi anni dopo ne fondò una in proprio, in società con i fratelli Ernesto e Clemente. Nel 1932 la "Martelleria F.lli Motto" di via Orta a Torino, si trasformò nella "Carrozzeria F.lli Motto" che costruiva scocche grezze per conto di altri carrozzieri e case automobilistiche dell'epoca, fra cui Pininfarina, Ghia, Società Piemontese Automobili e Lancia.
Nel 1938 realizzò una Siata con carrozzeria barchetta utilizzando la meccanica della "Topolino". La seconda guerra mondiale, però, era alla porte e l'attività fu interrotta.
Riprese dopo il conflitto: Motto trasferì l'attività in via Bardonecchia e si specializzò in vetture da competizione in alluminio. Tra il 1946 ed il 1949 firmò i corpi vettura di alcune Alfa Romeo, Cisitalia, Bandini e Fiat. Con quest'ultima instaurò un rapporto di collaborazione per la realizzazione delle scocche della Fiat 1100 S, che si interruppe poco tempo dopo, quando la Casa torinese decise di affidarsi a un altro carrozziere.
Sue furono alcune realizzazioni di modelli Talbot-Lago e Renault. In seguito anche l'allora giovane Casa tedesca della Porsche si interessò a Motto, che realizzò il profilo della Porsche 356B GTL Abarth. Lavorò anche su alcune Jaguar e sulla Delahaye da gara che vinse il Rally di Montecarlo del 1951. Motto carrozzò, su richiesta della Lancia, alcune Aurelia alleggerite per le corse e 25 esemplari di Appia da competizione e tornò ad occuparsi di alcuni modelli della Siata.
Negli anni cinquanta negli USA comparvero alcuni modelli carrozzati da Motto, come la Cadillac Le Sales del 1953. Su richiesta di Raymond Loewy nacque la Lancia Flaminia Loraymo.
Tra le altre realizzazioni di Motto, la Jaguar XK, la Fiat 600 Campestre ed alcune Fiat 1100.
La produzione di carrozzerie per automobili terminò nel 1965: in seguito Motto si dedicò col figlio Francesco alla produzione di caravan, roulotte e veicoli industriali. Nacque il camper Wanderer.